# Borís Asafiev
Borís Vladimirovich Asafiev (en ruso: Борис Владимирович Асафьев; San Petersburgo, 29 de julio de 1884-Moscú, 27 de enero de 1949) fue un compositor, escritor, musicólogo y crítico musical ruso y soviético y uno de los fundadores de la musicología soviética.
Borís Asafiev, que nació durante el Imperio ruso, vio nacer la URSS, donde ejerció una fuerte influencia en la música soviética. Sus composiciones incluyen ballets, óperas, sinfonías, conciertos y música de cámara. 

## Biografía
Asafiev estudió filología e historia en la Universidad de San Petersburgo, graduándose en 1908. Al mismo tiempo, tomó cursos de orquestación con Rimski-Kórsakov y de composición musical, con Anatoli Liádov, en el Conservatorio, graduándose en 1910. Fueron sus encuentros con el crítico de arte Vladímir Stásov los que influyeron en su formación como joven músico. En 1910 Asafiev pasó a desempeñar un puesto dentro del control de los ensayos de ballet en el Teatro Mariinsky de San Petersburgo, y desde 1914 colaboró con las principales revistas musicales rusas de la época y comenzó a escribir bajo el seudónimo de Ígor Glebov. Su campo de investigación fue la música de compositores rusos del siglo XIX y las corrientes modernas.
A partir de 1920 dirigió el departamento de historia de la música del Instituto Nacional de Historia del Arte y participó en la Asociación para la Música Contemporánea. Fue en este momento cuando aparecieron la mayoría de sus principales obras musicológicas, incluidas las primeras monografías en ruso dedicadas a Ígor Stravinski, Alfredo Casella, Alban Berg, Paul Hindemith, Ernst Krenek y Los Seis (Les Six). Todos estos libros están escritos bajo su seudónimo de Ígor Glebov. 
A propuesta de Asafiev, los teatros de Leningrado presentaron nuevas óperas como Wozzeck de Alban Berg, Der ferne Klang de Franz Schreker, Der Sprung über den Schatten y Jonny spielt auf de Ernst Krenek. También insistió en que en 1928 Borís Godunov de Modest Músorgski viese la escena en la versión del autor y no revisada por Rimski-Kórsakov. Bajo su revisión aparecieron traducciones rusas de libros de Paul Bekker y Ernst Kurth. Asafiev desarrolló las ideas de este último en su libro Forma musical como un ensayo (1930).
De 1924 a 1928 fue editor de la publicación Novaya Muzyka y desde 1925 fue profesor de historia, teoría y composición en su antiguo Conservatorio. A principios de la década de 1930, Asafiev se concentró en la composición. Sus obras de mayor éxito fueron los ballets, que habían resultado más aceptables para las autoridades políticas, como Llamas de París (1932) cuya acción transcurre durante la Revolución Francesa y La fuente de Bajchisarái a partir del poema de Aleksandr Pushkin (1933), representándose por primera vez en 1934.

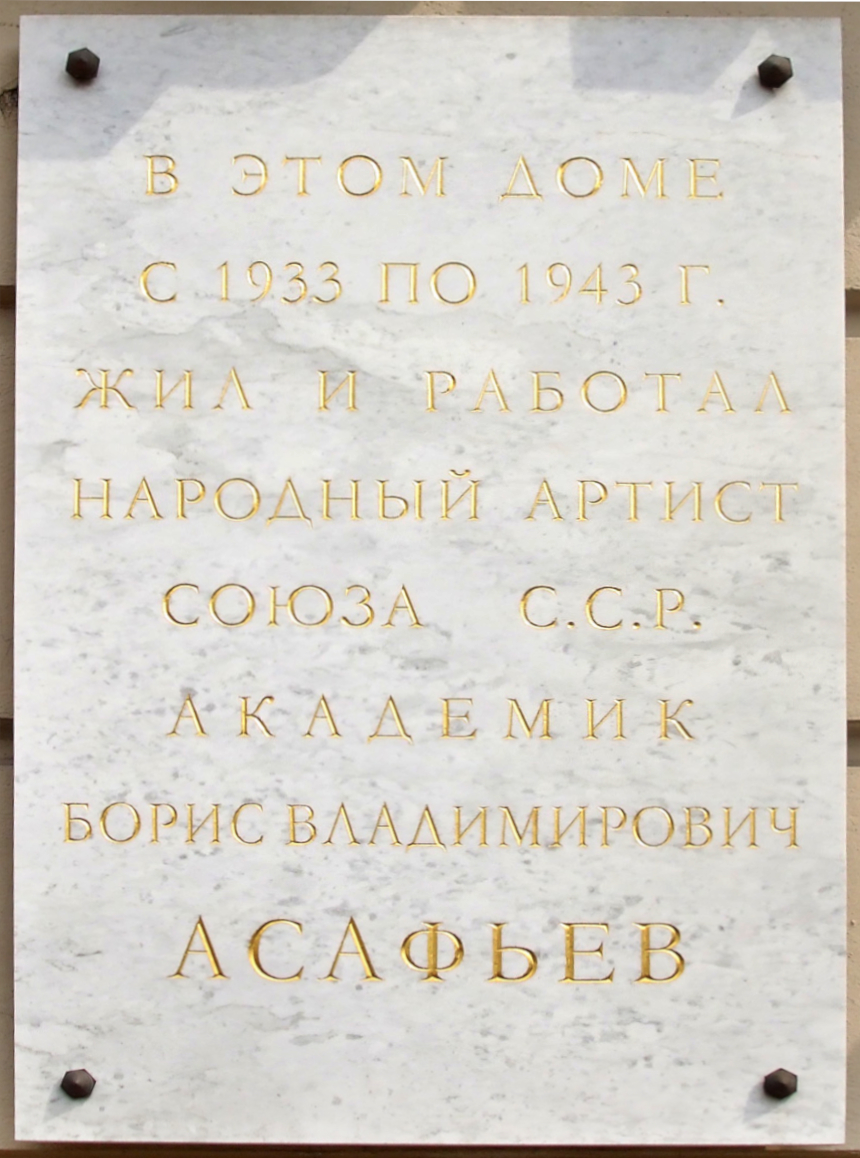
Placa conmemorativa en San Petersburgo en homenaje a Asafiev.

Durante el sitio de Leningrado Asafiev permaneció en la ciudad sin cesar en sus actividades y en 1943 se trasladó a Moscú como profesor y director de la sección de investigación del Conservatorio e ingresó como miembro del Instituto Nacional de Historia del Arte. El mismo año fue nombrado académico de la Academia de Ciencias de la URSS (es el único musicólogo que ha obtenido este título). En 1948 fue nombrado presidente de la Unión de Compositores Soviéticos y le fue otorgado el Premio Stalin por su monografía sobre Mijaíl Glinka.
Después de la guerra, Andréi Zhdánov impuso el realismo socialista como la única estética soviética. Para la música, los principios del zhdanovismo, sometiendo toda la actividad cultural a la línea del Partido en nombre del 'romanticismo revolucionario', fueron refrendados en el primer congreso de la Unión de Compositores Soviéticos convocado en abril de 1948. Como su presidente, Asafiev somete a los formalistas rusos y a los 'modernistas occidentales' a una crítica devastadora. Escribió la resolución Sobre la ópera 'La gran amistad' en la que se publicó la lista de denuncias de los compositores Dmitri Shostakóvich, Serguéi Prokófiev, Nikolái Miaskovski, Aram Jachaturián, Gavriil Popov y Vissarión Shebalín el 10 de febrero de 1948. A su muerte en 1949, le sucedió como secretario general de la Unión de Compositores Soviéticos el compositor Tijon Jrénnikov, que permaneció al frente durante cuarenta y tres años, hasta la desaparición de la URSS en 1991. Fue enterrado en el Cementerio Novodévichi.

## Obras seleccionadas

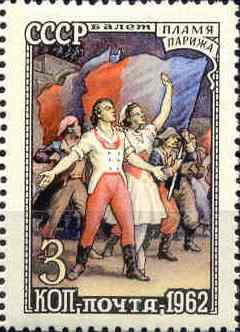
Sello de la URSS sobre "El ballet soviético", 1962.

### Ballets
- El regalo de hadas (1910)
- Lirio blanco (1911)
- Llamas de París (1931)
- La fuente de Bajchisarái (1936)
- El prisionero del Cáucaso (1938)
- La señora rústica
- El invitado de piedra (1946)

### Ópera
- La mujer del cajero
- Minin y Pozharsky
- La chica sin dote

### Orquestal
- 5 sinfonías
- Concierto para clarinete y orquesta (1939)
- Concierto para guitarra y orquesta de cámara (1939)
- Concierto para piano y orquesta (1939)

### Música de cámara
- Cuarteto de cuerda (1940)
- Sonata para viola (1938)
- Sonata para violonchelo y piano (1935)
- Sonata para trompeta y piano (1939)
- Sonatina para oboe y piano (1939)
- Variaciones para trompa y piano (1940)